# Viam
Viam é uma comuna francesa na região administrativa da Nova Aquitânia, no departamento de Corrèze. Estende-se por uma área de 29,99 km². Em 2010 a comuna tinha 93 habitantes (densidade: 3,1 hab./km²).